# Juegos del Pacífico Sur 1987
Los Juegos del Pacífico Sur 1987 fueron la octava edición del mayor evento multideportivo de Oceanía. Tuvieron lugar en Numea, Nueva Caledonia entre el 8 y el 20 de diciembre y participaron 12 países.
Surgieron diversos problemas debido a los levantamiento canacos pro independentistas, aunque no pasaron a mayores disturbios.

## Participantes
| - Fiyi - Guam - Islas Cook - [[Archivo:{{{bandera alias-1981}}}\|20x20px\|border\|Bandera de Islas Marianas del Norte]] Islas Marianas del Norte - Isla Norfolk - Nueva Caledonia | - Papúa Nueva Guinea - Polinesia Francesa - Samoa Americana - Tonga - Vanuatu - Wallis y Futuna |

## Deportes
Aunque el número total de deportes y la mayoría de estos se desconocen, los siguientes sí aparecen en los registros:
- Atletismo
- Fútbol (Detalles)

## Medallero
| Núm. | País                     | Oro | Plata | Bronce | Total |
| ---- | ------------------------ | --- | ----- | ------ | ----- |
| 1    | Nueva Caledonia          | 82  | 48    | 38     | 168   |
| 2    | Polinesia Francesa       | 35  | 38    | 43     | 116   |
| 3    | Papúa Nueva Guinea       | 15  | 27    | 27     | 69    |
| 4    | Fiyi                     | 9   | 14    | 15     | 38    |
| 5    | Samoa Americana          | 9   | 5     | 5      | 19    |
| 6    | Wallis y Futuna          | 3   | 3     | 6      | 12    |
| 7    | Tonga                    | 3   | 3     | 6      | 12    |
| 8    | Islas Marianas del Norte | 2   | 3     | 1      | 6     |
| 9    | Guam                     | 1   | 8     | 13     | 22    |
| 10   | Islas Cook               | 0   | 3     | 1      | 4     |
| 11   | Isla Norfolk             | 0   | 2     | 3      | 5     |
| 12   | Vanuatu                  | 0   | 0     | 0      | 0     |